# Irish Open 1995
Die Irish Open 1995 im Badminton fanden vom 8. bis zum 10. Dezember 1995 in Belfast statt.

## Medaillengewinner
| Disziplin    | Gold                           | Silber                        | Bronze                        |
| ------------ | ------------------------------ | ----------------------------- | ----------------------------- |
| Herreneinzel | Rikard Magnusson               | Kenneth Jonassen              | Peter Gade                    |
| Herreneinzel | Rikard Magnusson               | Kenneth Jonassen              | Anders Nielsen                |
| Dameneinzel  | Doris Piché                    | Tanya Groves                  | Alison Humby                  |
| Dameneinzel  | Doris Piché                    | Tanya Groves                  | Karolina Ericsson             |
| Herrendoppel | Jim Laugesen Thomas Stavngaard | Jan Jørgensen Peder Nissen    | James Anderson Ian Pearson    |
| Herrendoppel | Jim Laugesen Thomas Stavngaard | Jan Jørgensen Peder Nissen    | Nick Ponting Julian Robertson |
| Damendoppel  | Pernille Harder Majken Vange   | Rikke Olsen Mette Schjoldager | Judith Baumeyer Yvonne Naef   |
| Damendoppel  | Pernille Harder Majken Vange   | Rikke Olsen Mette Schjoldager | Emma Chaffin Sarah Hardaker   |
| Mixed        | Julian Robertson Lorraine Cole | Nathan Robertson Gail Emms    | James Anderson Emma Chaffin   |
| Mixed        | Julian Robertson Lorraine Cole | Nathan Robertson Gail Emms    | Ian Sullivan Sarah Hardaker   |